# Begonia pudica
Espèce
Begonia pudica est une espèce de plantes de la famille des Begoniaceae.
Elle a été décrite en 1950 par Lyman Bradford Smith (1904-1997) et Bernice Giduz Schubert (1913-2000).